# گرافتون (ایلینوی)
گرافتون، ایلینوی (به انگلیسی: Grafton, Illinois) یک شهر در ایالات متحده آمریکا با جمعیت ۶۷۴ نفر است که در Jersey County واقع شده‌است.

## موقعیت جغرافیایی
موقعیت جغرافیایی شهرها و مناطق اطراف به شرح زیر است: